# فرانك بلوك
فرانك بلوك (بالإنجليزية: Frank Block)‏ هو سياسي أسترالي، ولد في 21 يونيو 1899، وتوفي في 4 مارس 1971. انتخب عضو الجمعية التشريعية فيكتوريا.